# Saint-Menges
Saint-Menges är en kommun i departementet Ardennes i regionen Grand Est (tidigare regionen Champagne-Ardenne) i nordöstra Frankrike. Kommunen ligger  i kantonen Sedan-Ouest som ligger i arrondissementet Sedan. År 2022 hade Saint-Menges 934 invånare.

## Befolkningsutveckling
Antalet invånare i kommunen Saint-Menges
Referens: INSEE

## Galleri

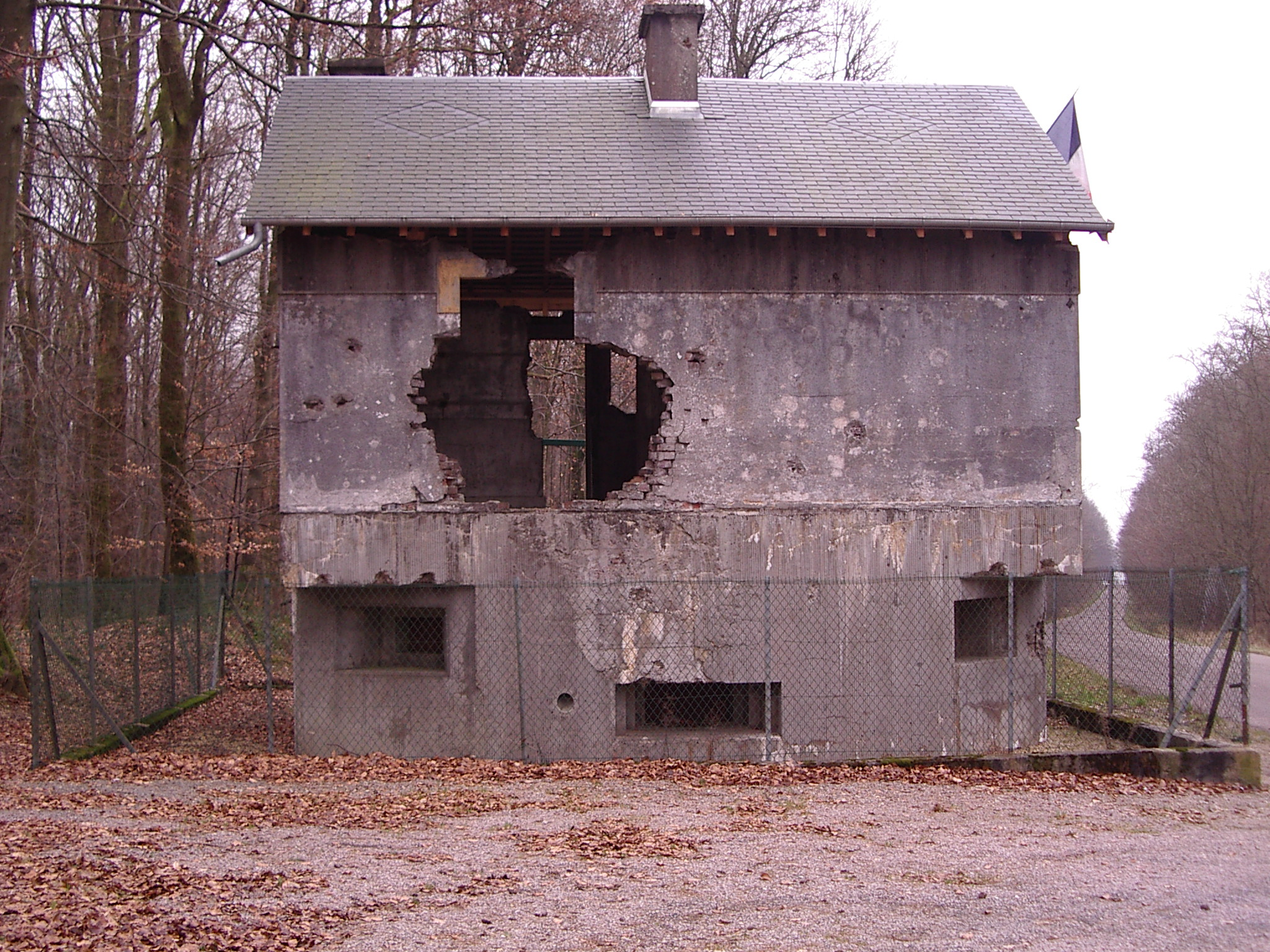
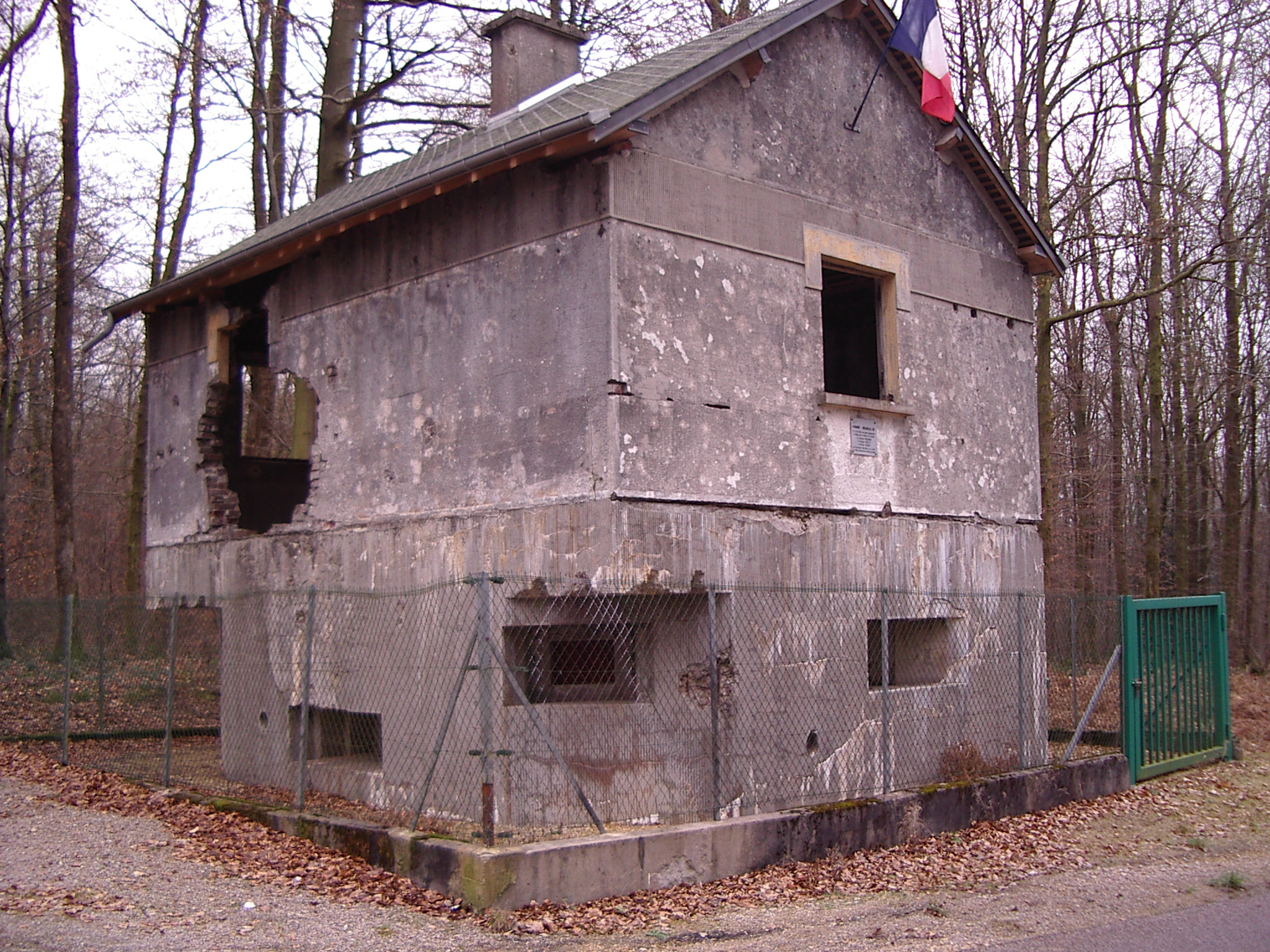
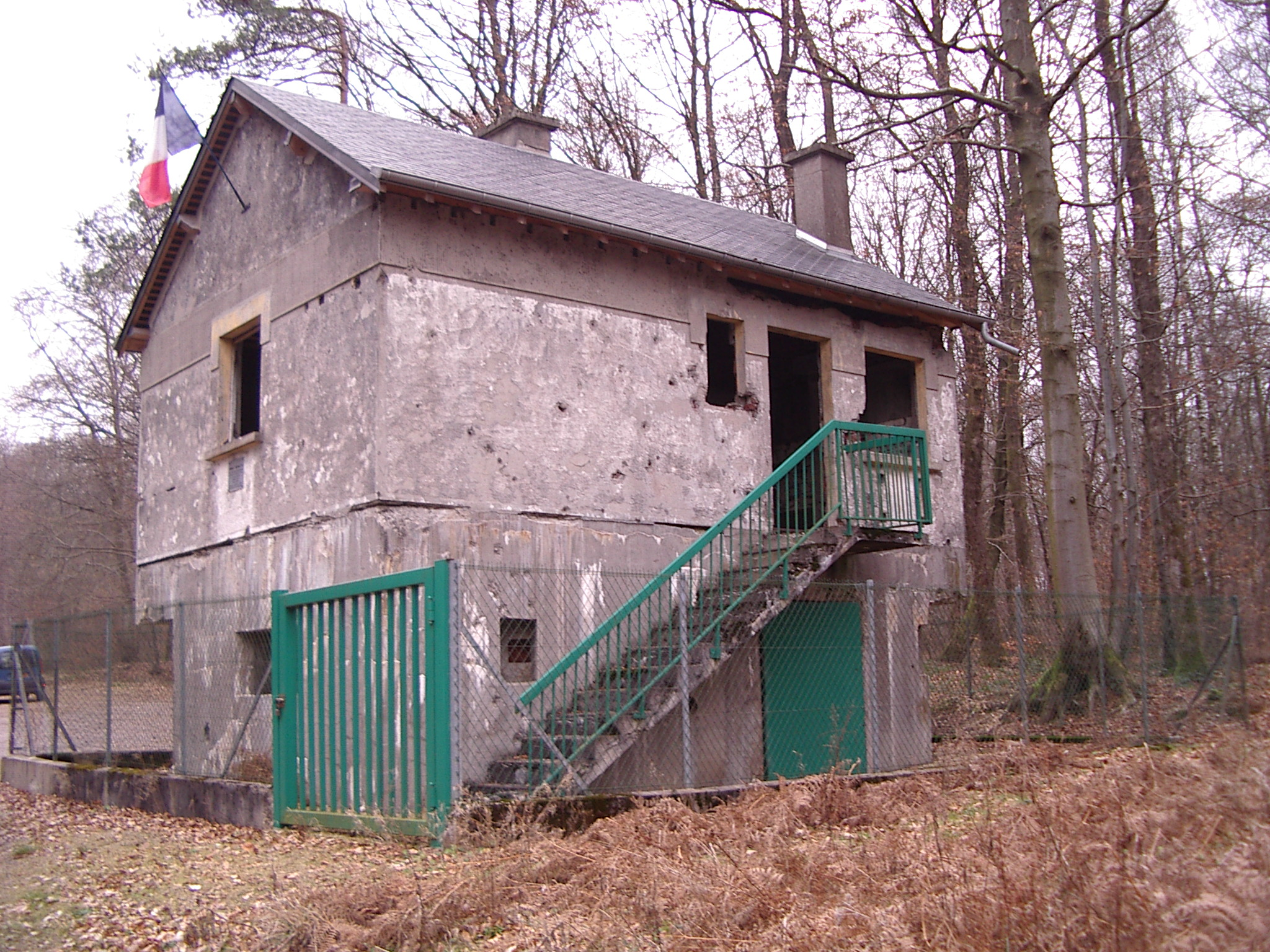
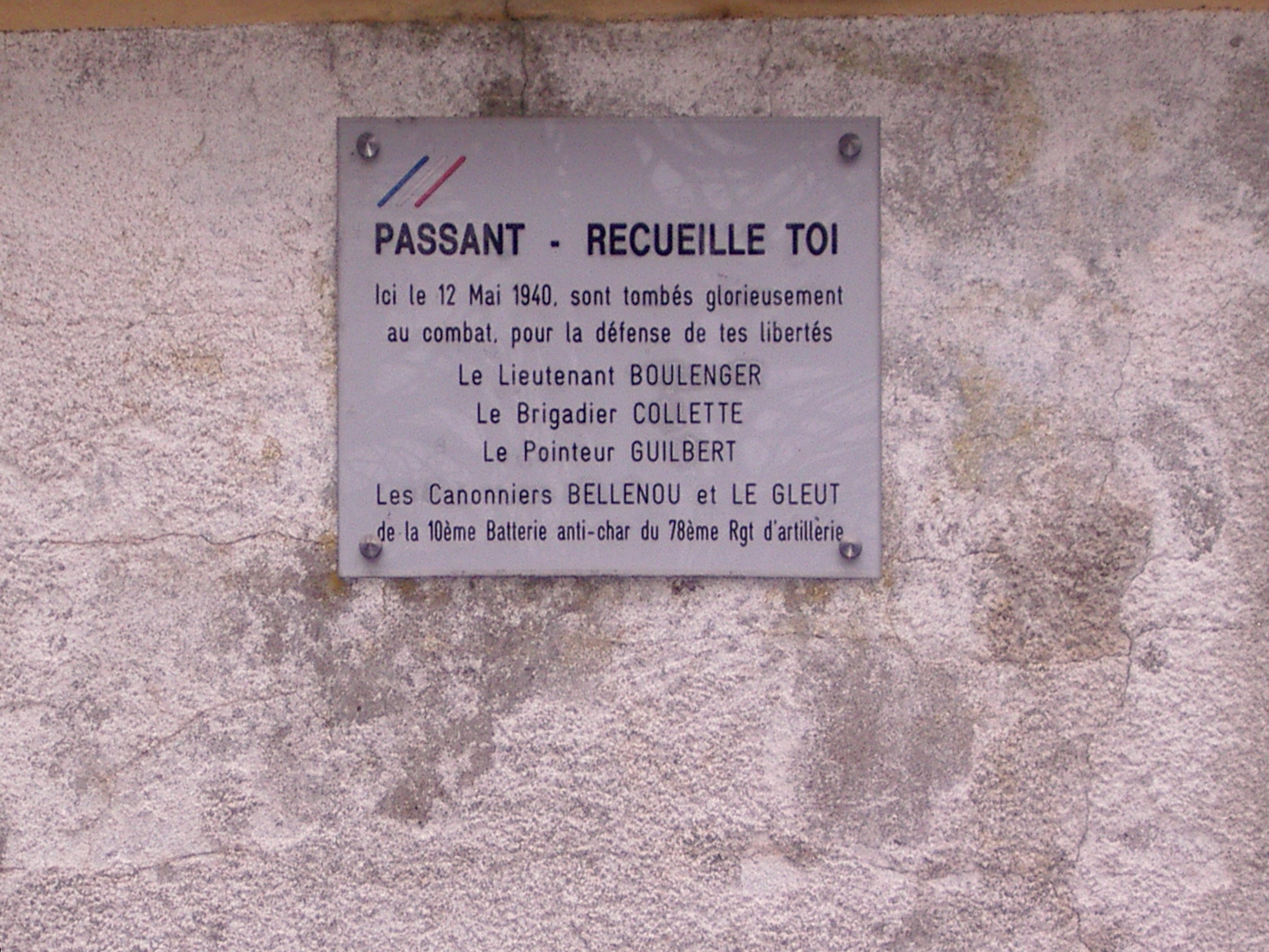